# Oomycetes
Oomycetes ou Oomycota é uma classe de organismos filamentosos, unicelulares, que se assemelham morfologicamente a fungos. São organismos absortivos, filamentosos e microscópicos que se reproduzem tanto sexual quanto assexuadamente.

## Descrição
Os caracteres categorizantes para organismos da classe Oomycota são: fase somática diplóide (como em plantas); zoósporos lateralmente biflagelados, sendo um flagelo do tipo penado e outro do tipo "chicote"; micolaminarina como substância de reserva energética; parade celular constituída de glucano-celulose; oósporo com parede espessa.
A parede celular de oomicetos é constituída de β-1-3- e β-1-6- glucanos e de celulose; embora em pequena proporção, a celulose é um carácter distintivo. Entretanto, ressalva-se de que para alguns grupos como Apodachlya, Achlya e Saprolegnia, há a ocorrência de pequenas quantidades de quitina na parede celular. A membrana celular é constituída de esterol (como as plantas), ao contrário de fungos que a tem constituída de ergosterol.
O nome Oomycota significa "ovo fúngico" e refere-se à reprodução sexual do tipo oogâmica; esta implica um gameta grande, não móvel, chamado oosfera (ou ovo) e em contraposto outro gameta pequeno, móvel, chamado espermatozoide. A oosfera contém uma oogônia globular, enquanto os espermatozoides são formados em estrutura claviforme denominado anterídio; dessa fecundação produz-se o oósporo. Apesar da reprodução sexual, oomicetos realizam também a reprodução assexual, na qual habitualmente são formados zoósporos. Contudo, o ciclo de vida de oomicetos é diplóide e somente os gametas representam a fase haplóide.

Os Oomycota variam de formas parasitas unicelulares à formas bem desenvolvidas de micélios. São encontrados tanto em ambientes aquáticos, como terrestres. Frequentemente, as formas aquáticas crescem em água doce como sapróbios e assim exercem crucial função ecológica na biodegradação de resíduos vegetais e animais. Outros são parasitas de algas e de peixes; em geral, as formas terrestres são parasitas de plantas que causam severas doenças, inclusive para cultivares de importância comercial, a exemplo da requeima da batata.